# San Nicolás
San Nicolás là một khu tự quản thuộc tỉnh Estelí, Nicaragua. Khu tự quản San Nicolás có diện tích 163 ki lô mét vuông. Đến thời điểm năm 2005, huyện San Nicolás có dân số 6768 người.